# Assemblée législative de Saint-Pétersbourg
Pour les autres articles nationaux ou selon les autres juridictions, voir Assemblée législative.
VIIe législature
Soviet de Léningrad
Palais Marie
L'Assemblée législative de Saint-Pétersbourg (en russe : Законодательное собрание Санкт-Петербурга romanisé : Zakonodatelnoïe sobranie Sankt-Petersbourga ; abrégé en ЗакС) est parlement régional de la ville fédérale russe de Saint-Pétersbourg. Elle est composée de 50 membres élus pour cinq ans selon un système mixte. Ses pouvoirs sont déterminés par la Charte de Saint-Pétersbourg.
Elle siège Palais Marie, situé au numéro 6 de la place Saint-Isaac.

## Histoire

### Empire Russe
L'établissement d'une administration publique en Russie remonte à l'empereur Pierre Ier le Grand, qui dans le cadre de ses Réformes régionales de 1708 met en place une mairie puis un conseil. Cependant, l'Assemblée législative de Saint-Pétersbourg n'est établie que le 21 avril 1785 par l'impératrice Catherine II dans sa Charte des droits et avantages des villes de l'Empire russe. Cette charte instaure le statut juridique de citoyen d'honneur, ainsi que deux doumas — une d'autorité législative, l'autre d'autorité exécutif et administratif. À Saint-Pétersbourg, le poste de maire, a été introduit en 1767, dont le premier titulaire était le lieutenant général Zinoviev.
Malgré quelques réformes sous l'empereur Alexandre II puis Alexandre III, ce système reste en place jusqu'à la chute de l'Empire russe en 1917.

### Union Soviétique
La ville, berceau de la révolution d'Octobre, passe sous le contrôle soviétique. À l'été 1918, l’Assemblée législative de Saint-Pétersbourg perd son pouvoir en raison de la centralisation soviétique, qui transfère les pouvoirs aux soviets.

### Fédération de Russie
La dislocation de l'URSS en 1991 marque le début d'une période de transition.
Le soviet de Leningrad (ancien nom de la ville) a été dissous le 21 décembre 1993 par le décret N° 2252 du président Boris Eltsine, et les élections pour la nouvelle Assemblée ont lieu l'année d'après.
La Charte de Saint-Pétersbourg est adoptée en 1998.

## Pouvoirs

### Système du pouvoir d'État de Saint-Pétersbourg
L'article 10 de la Constitution de la fédération de Russie dispose que « en fédération russe, le pouvoir d'État s'exerce sur la base de la séparation des pouvoirs législatif, exécutif et judiciaire» et que « les organes des pouvoirs législatif, exécutif et judiciaire sont indépendants ».
Le second alinéa du 11e article de cet même Constitution indique que « dans les sujets de la fédération russe, le pouvoir d'État est exercé par les organes du pouvoir d'État qu'ils créent ».
Ainsi, le système du pouvoir d'État de Saint-Pétersbourg contient :
- l'Assemblée législative de Saint-Pétersbourg[N 3] — l'organe unique et suprême du pouvoir législatif.
- le Gouvernement de Saint-Pétersbourg[N 4] — l'organe suprême du pouvoir exécutif, dirigé par le Gouverneur de Saint-Pétersbourg[N 5]. l'Administration de Saint-Pétersbourg, elle est dirigée par le Gouverneur.
- la Cour statuaire de Saint-Pétersbourg[N 6], ainsi que les juges de paix de Saint-Pétersbourg[N 7] — les organes du pouvoir judiciaire.

### Statut des députés
Les députés de l'Assemblée sont élus par les habitants de Saint-Pétersbourg, par suffrage universel direct et secret. L'Assemblée est composée de 50 députés élus pour un mandat de 5 ans.
L'organisation et la conduite des élections à l'Assemblée sont régies par la loi de Saint-Pétersbourg du 17 février 2016 portant « Sur l'élection des députés de l'Assemblée législative de Saint-Pétersbourg ».
Le statut des députés de l'Assemblée législative de Saint-Pétersbourg est déterminé par les lois fédérales, la Charte de Saint-Pétersbourg et les lois de Saint-Pétersbourg. Les députés de l'Assemblée travaillent à temps plein.
Les dernières élections ont été tenues le 19 septembre 2021 dans le cadre des élections infranationales russes de 2021.

### Compétences de l'Assemblée
L'activité de l'Assemblée législative de Saint-Pétersbourg est menée conformément à la Constitution de la fédération de Russie, à la législation de la fédération de Russie, à la Charte de Saint-Pétersbourg, et au « règlement des séances de l'Assemblée législative de Saint-Pétersbourg. et à d'autres actes juridiques de l'Assemblée »
En accord avec ces textes, l'Assemblée législative de Saint-Pétersbourg :
- Adopte la Charte de Saint-Pétersbourg et ses amendements, ainsi que les lois de Saint-Pétersbourg. Elle réglemente la législation dans les domaines relevant de sa compétence.
- Écoute les rapports annuels du gouverneur de Saint-Pétersbourg sur les résultats des activités du gouvernement de la ville.
- Octroie le titre de "Citoyen d'honneur de Saint-Pétersbourg".
- Approuve le budget, le plan général, le programme de développement socio-économique et les accords sur le changement des frontières de Saint-Pétersbourg.
- Établit les impôts et les taxes, gère les biens de la ville et organise les procédures de référendums et d'élections.
- Habilite un membre du Conseil de la fédération de l'Assemblée fédérale de la fédération de Russie en tant que représentant de l'Assemblée législative de Saint-Pétersbourg.
- Nomme les juges de la Cour statuaire, les juges de paix et les membres de la Commission électorale de Saint-Pétersbourg.
- Consent à la nomination des vice-gouverneurs de Saint-Pétersbourg, du Médiateur pour la protection des droits des entrepreneurs à Saint-Pétersbourg, et du procureur de Saint-Pétersbourg.

## Composition

### Comités et Commissions
Les commissions et les comités de l'Assemblée législative de Saint-Pétersbourg s'occupent de l'élaboration des lois, l'analyse des politiques, le contrôle gouvernemental et la communication avec le public. Cela contribue à garantir un processus législatif transparent, efficace et participatif pour répondre aux besoins et aux intérêts de la ville et de ses habitants.
| Commission/Comité                                                                                                  | Président                            | Parti | Parti       |
| --- | ------------------------------------ | ----- | ----------- |
| Comité législatif                                                                                                  | Belikov, Vsevolod Fedorovitch        |       | Russie unie |
| Comité du budget et des finances                                                                                   | Tchetyrbok, Denis Alexandrovitch     |       | Russie unie |
| Commission permanente de l'urbanisme, des questions foncières et du patrimoine.                                    | Garnets, Valeri Nikolaïevitch        |       | Russie Unie |
| Commission des questions d'ordre public et de légalité                                                             | Tchebykin, Konstantin Alexandrovitch |       | Russie unie |
| Commission de l'organisation du pouvoir public et l'aménagement administratif territorial                          | Gladounov, Yuri Nikolaïevitch        |       | Russie unie |
| Commission de l'éducation, de la culture et de la science                                                          | Avdeïev, Yuri Vassilievitch          |       | Russie unie |
| Commission de la politique sociale et de la santé                                                                  | Rjanenkov, Alexandre Nikolaïevitch   |       | Russie unie |
| Commission de l'écologie et de l'utilisation des ressources naturelles                                             | Makarov, Alekseï Alekseïevitch       |       | Russie unie |
| Commission permanente sur la politique de la jeunesse, les affaires des organisations publiques et la numérisation | Malkov, Andreï Vitalievitch          |       | LDPR        |
| Commission permanente des transports et du développement de l'infrastructure de transport                          | Tsivilev, Alekseï Nikolaïevitch      |       | Russie unie |
| Commission permanente de l'aménagement urbain et de la création d'un environnement urbain confortable              | Khodossok, Aleksandr Vladimirovitch  |       | Russie unie |
| Commission de l'industrie, de l'économie et de l'entrepreneuriat                                                   | Ivanova, Irina Vladimirovna          |       | PCFR        |